# ハインリヒ・デリー (数学者)
ハインリヒ・デリー（ドイツ語 : Heinrich Dörrie, 英語 : Heinrich Dorrie または - Doerrie、1873年12月2日 - 1955年）は、ドイツ、ハノーファー出身のドイツ人数学教育者であり、多くの教科書を著したことでも知られる。
デリーは1895年にハノーファーのライプニッツ高校 (Leibnizschule) を卒業後、教師となるために、ゲッティンゲン大学とライプツィヒ大学にて、数学、物理、地理学、英語とフランス語を学んだ。1898年にゲッティンゲン大学のダーヴィット・ヒルベルトの下で博士号を取得し (博士論文は Das quadratische Reciprocitätsgesetz im quadratischen Zahlkörper mit der Classenzahl 1 , 類数 1 の二次体における平方剰余の相互法則 )、1902年から1903年までは、フルダのロイヤル・スクール (Königliches Gymnasium zu Fulda) で試用教師 (Problehrer) として、その後はビーデンコプフ (Biedenkopf) の高等専門学校 (Realprogymnasium) で正規の教師 (Oberlehrer) として過ごした。1908年から1942年の間、ヴィースバーデン (Wiesbaden) の高等専門学校 (Oberrealschule) で教師をした。
デリーがよく知られるのは彼の著書『数学100の勝利』 (Triumph der Mathematik. Hundert berühmte Probleme aus zwei Jahrtausenden mathematischer Kultur , 数学の勝利; 2000 年の数学文化における有名問題 100 題 ) の著者としてだろう。『数学100の勝利』では、初等数学における歴史的な問題 100 題とその完全な解答が紹介されている。

## 著書
- Triumph der Mathematik. Hundert berühmte Probleme aus zwei Jahrtausenden mathematischer Kultur. , Verlag Ferdinand Hirt, ヴロツワフ (Wrocław), 1933 (Jahrbuch-Rezension); 第 5 版 Physica-Verlag, ヴュルツブルク (Würzburg) 1958年 (= 増補第 2 版; Jahrbuch-, Zentralblatt-Rezension)
  - 100 great problems of elementary mathematics, Dover Publications, ニューヨーク (New York) 1965年, ISBN 0-486-61348-8 (David Antin による英訳第 5 版; Zentralblatt-Rezension)
  - A diadalmas matematika, Gondolat Kiadó, Budapest 1965 (László Vekerdi によるハンガリー語訳)
  - 数学 100 の勝利 (3 分冊), シュプリンガー・ジャパン, 東京, ISBN 4-431-70687-9, ISBN 4-431-70701-8, ISBN 4-431-70702-6 (根上生也による日本語訳)
- Grundriß der Physik. Mit besonderer Berücksichtigung der Anwendungen (物理学概論; 特に応用における考察 ), Verlag Ferdinand Hirt, ヴロツワフ, 1940年; 増補第 2 版, 1942年
- Determinanten (行列式 ) , R. Oldenbourg Verlag, ミュンヒェン (München), 1940年 (Jahrbuch-, Zentralblatt-Rezension)
- Vektoren (ベクトル ), R. Oldenbourg Verlag, ミュンヒェン, 1941年 (Jahrbuch-, Zentralblatt-Rezension)
- Quadratische Gleichungen (二次方程式 ), R. Oldenbourg Verlag, ミュンヒェン, 1943年 (Zentralblatt-Rezension)
- Mathematische Miniaturen (数学のミニチュア ), Verlag Ferdinand Hirt, ヴロツワフ, 1943年; Nachdruck M. Sändig, ヴィースバーデン, 1969年; 1999 (2001), ISBN 3-253-02115-7
- Kubische und biquadratische Gleichungen (三次および四次方程式 ), Leibniz-Verlag (R. Oldenbourg), ミュンヒェン 1948年
- Ebene und sphärische Trigonometrie (平面および球面の三角法 ), R. Oldenbourg Verlag, ミュンヒェン, 1950年 (Zentralblatt-Rezension)
- Unendliche Reihen (無限級数 ), R. Oldenbourg Verlag, ミュンヒェン, 1951年 (Zentralblatt-Rezension)
- Einführung in die Funktionentheorie (関数論入門 ), R. Oldenbourg Verlag, ミュンヒェン, 1951年 (Zentralblatt-Rezension)
- Praktische Algebra (演習代数学 ), R. Oldenbourg Verlag, ミュンヒェン, 1955年 (Zentralblatt-Rezension)

## 参照
1. ↑  Festschrift zur Gedenkfeier des 100jährigen Bestehens der Anstalt seit ihrer Neugestaltung (研究所再建 100 週年記念文集 、PDF, 5,4 MB), Königliches Gymnasium zu Fulda, 1905, S. 57
2. ↑  ビーデンコプフ高等専門学校 (Progymnasiums Biedenkopf) の1905-1906年の年次報告書より、ビオ・サバールの法則について (online, Jahrbuch-Rezension)。